# Roland Stadler
Roland Stadler (* 14. Juni 1959 in Zürich) ist ein ehemaliger Schweizer Tennisspieler.

## Karriere
Der in Zürich geborene Tennisspieler erreichte 1986 überraschend das Finale der Swiss Open in Gstaad und scheiterte dort am ehemaligen Weltranglistenersten Stefan Edberg in fünf Sätzen. Auf dem Weg ins Finale besiegte er die damaligen Top-40-Spieler Milan Šrejber, Tomáš Šmíd und Emilio Sánchez.
Sein bestes Grand-Slam-Resultat erreichte er 1984 bei den French Open, wo er nach Siegen über Derek Tarr und Loïc Courteau die dritte Runde erreichte.
Stadler war in den 80er-Jahren eine feste Grösse im Schweizer Davis-Cup-Team und nahm an insgesamt 22 Begegnungen teil. Von seinen 38 Einzelspielen konnte er deren 20 gewinnen, darunter 1981 gegen Ivan Lendl, als dieser im fünften Spiel der Erstrundenbegegnung zwischen der Schweiz und Tschechien beim Stand von 6:6 aufgeben musste. Im Doppel wies er eine Bilanz von 3:0 auf.

## Erfolge
| Legende (Anzahl der Siege)    |
| Grand Slam                    |
| Tennis Masters Cup            |
| ATP Masters Series            |
| ATP International Series Gold |
| ATP International Series      |

### Einzel

#### Finalteilnahmen
| Nr. | Datum         | Turnier | Belag | Finalgegner   | Ergebnis                |
| --- | ------------- | ------- | ----- | ------------- | ----------------------- |
| 1.  | 13. Juli 1986 | Gstaad  | Sand  | Stefan Edberg | 5:7, 6:4, 1:6, 6:4, 2:6 |